# ويليام بكنغهام
ويليام بكنغهام (4 يناير 1798 في المملكة المتحدة - ) (بالإنجليزية: William Buckingham)‏ هو لاعب كريكت بريطاني.

## وصلات خارجية
- ويليام بكنغهام على موقع إي آس بي آن كريك إنفو (الإنجليزية)